# Django
A Django 1966-ban bemutatott olasz–spanyol spagettiwestern, amelyet Sergio Corbucci rendezett. A főszerepet az akkor még ismeretlen Franco Nero játszotta el, aki azonnal igazi sztárszínésszé vált. Django nem csupán a Franco Nero által megformált karakter, hanem egyben a koporsó tartalmának neve is, pontosan el sem lehet dönteni, melyikük az igazi Django.
A film nemzetközi sikert aratott, mellyel – Sergio Leone alkotásai mellett – azt érte el, hogy a kezdetben megvetett spagettiwestern jóval magasabb presztízshez jutott, mint maga az amerikai westernfilm, és hozzájárult ahhoz, hogy az egyetemes filmművészet egyik meghatározó, sokat hivatkozott és magas szinten elismert műfajává váljon. Az erőszak kihangsúlyozása és rendkívül nyílt ábrázolása akkora hatással volt a filmtörténetre, mint kevés alkotás. Az amerikai westernnel ellentétben a szereplők itt (ahogy minden spagettiwesternben) árnyaltak, az események pedig realisztikusak. Az évtizedek alatt igazi kultuszfilmmé vált és ma már ugyanolyan klasszikusnak számít, mint a Leone-féle westernek. Olcsó utánzatok és komoly, művészi értékű filmek egyaránt tucatszám készültek az ihletésére, ezek közül napjainkban a Django elszabadul című, nagy sikerű Tarantino-film a legismertebb.
Olaszországban 1966. április 6-án mutatták be a mozikban, magyarországi premierjére sokáig várni kellett, ugyanis első ízben 1997. október 17-én a Duna TV-n vetítették le a televízióban.

## Szereplők
| Szereplő                | Színész                  | Magyar hang     |
| ----------------------- | ------------------------ | --------------- |
| Django                  | Franco Nero              | Selmeczi Roland |
| Maria                   | Loredana Nusciak         | Kiss Erika      |
| Nataniele               | Ángel Álvarez            | Makay Sándor    |
| Hugo tábornok           | José Bódalo              | Szabó Ottó      |
| Jackson őrnagy          | Eduardo Fajardo          | Tolnai Miklós   |
| Jonathan atya           | Gino Pernice             | Németh Gábor    |
| Miguel                  | Simón Arriaga            | ?               |
| Klántag                 | Giovanni Ivan Scratuglia | ?               |
| Riccardo, mexikói tiszt | Remo De Angelis          | ?               |
| Rodriguez embere        | Rafael Albaicín          | ?               |
| Rodriguez embere        | José Canalejas           | ?               |
| Mexikói örömlány        | Silvana Bacci            | ?               |
| Ringo                   | José Terrón              | ?               |
| Klan tagja              | Guillermo Méndez         | ?               |
| Klan tagja              | Luciano Rossi            | ?               |
| Hugo embere             | Rafael Vaquero           | ?               |

További magyar hangok: Albert Gábor, Csík Csaba Krisztián, F. Nagy Zoltán, Simon Mari, Várkonyi András, Végh Ferenc

## Cselekmény
A film rendkívüli brutalitással, keserű iróniával és nyers realizmussal ábrázolja egy magányos, komor férfi viszontagságait. Django egykori katona, aki az amerikai polgárháborúban az Unió seregében harcolt, de Délről származik. Sáros, mocskos és kihalt vidéken vezet az útja, maga után egy koporsót vonszol, ami idővel igen felkelti a nézők kíváncsiságát, hogy voltaképp mit is rejt. Mivel azt, ami benne van, a főhős Djangónak hívja, ezért a néző és a többi szereplő első benyomása az, hogy talán holttest lapul benne, és azt készül eltemetni. Django valóban ezt akarja, mert vészterhes múltjától igyekszik megszabadulni.
Django útközben megpillant néhány mexikói férfit, akik kikötnek egy fiatal, szép, de megviselt lányt, Mariát (Loredana Nusciak), és megostorozzák, amiért megszökött tőlük. Ők a magát tábornoknak nevező Hugo (José Bódalo) emberei, és éppen itt vívják véres küzdelmüket Jackson őrnaggyal (Eduardo Fajardo), aki egy elmebeteg: merő szórakozásból a félvér mexikóikat gyilkolja válogatás nélkül, mert sötétebb a bőrük az övénél. Emberei is vörös csuklyákat vagy kendőket viselnek. Maria mint prostituált korábban Jackson embereinek kínálta bájait, de mivel ő is félvér (részben inka, részben spanyol), inkább elmenekült. Hugónál azt kellett tapasztalnia, hogy ő sem különb Jacksonnál, ezért innen is menekülni próbált.
A mexikóiak éppen elkezdik kínozni a lányt, amikor megjelenik Jackson öt embere. Megölik a mexikóikat, Mariát pedig az árulásáért keresztre feszítve élve meg akarják égetni. Django, aki egész addig figyelemmel kísérte az ostorozást, most közbelép. Az öt ember gúnyolódva fogadja, mert déli, de jenki zubbonyt és nadrágot visel. A maga után vonszolt koporsó miatt azt gondolják, hogy sírásó és utasítani akarják, hogy temesse el a mexikóiakat. Djangóval azonban nem lehet csak úgy kikezdeni, mert gyors kezű, és pillanatok alatt végez velük. Mariát magával viszi Tombstone-ba, a közeli városba, ahol már csak egy Nataniele (Ángel Álvarez) nevű öreg, együgyű, de kedves fogadós él néhány szajhával. Nataniele védelmi pénzt fizet egy álnok pap, Jonathan (Gino Pernice) útján az őrnagynak, hogy ne gyilkolja meg. Nem tetszik neki, hogy itt van Django, mert fél Jacksontól, ezért megpróbálja rávenni hősünket, hogy menjen el, de a férfi marad, szemmel láthatóan tervez valamit. Amíg szobát szerez Mariának, a pap értesíti Jacksont, aki félbeszakítja szokásos napi „sportját” (a parasztok mészárlását) és pár emberével elindul a fogadóba. Django éppen kártyázik, mikor a látogatók megérkeznek. Jackson undorral és gyalázkodva beszél Djangóhoz, aki látszólag higgadt. Hanem amikor Jackson megunja az egészet, és fegyveréhez nyúl, Django lelövi az őrnagy embereit, míg Jackson kezéből csak a winchestert lövi ki. Kérdőre vonja, mennyi embere maradt még. Jackson azt válaszolja, negyvenhét. Django azt akarja, hogy hozza el őket, úgy mulatságosabb lesz a játék, az őrnagy beleegyezik, és ellovagol.
Nataniele értetlenkedve fogadja Django tettét, hogy életben hagyta az őrnagyot, ugyanis ha Jackson visszatér, akkor mindenkit megöl. Django azonban nem fél, azt mondja, kezében van a szükséges eszköz. Felmegy Mariához, hogy egy takarót kérjen tőle, amin aludni tud. A lány megköszöni neki, amit érte tett, Django azt feleli, nem miatta tette, de Maria továbbra is hálás neki, mert most érezte életében először, hogy valaki megvédi és szereti őt, ezért igazi nőnek érezheti magát.

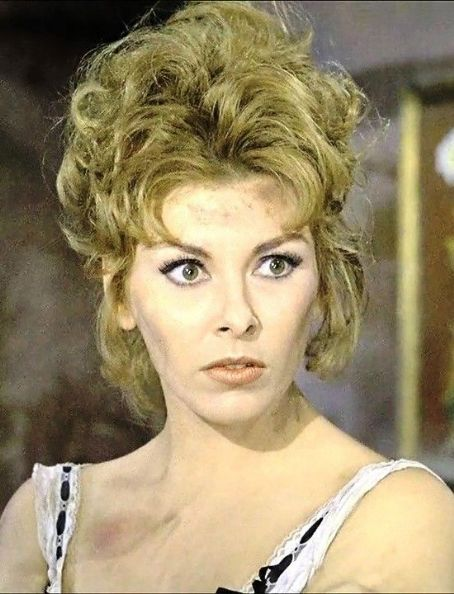
A szép Maria (Loredana Nusciak). A Django hatással volt Sergio Leone Volt egyszer egy Vadnyugat című halhatatlan remekművére. Leone részben Joan Crawford, részben Maria mintájára formálta meg Jill alakját, akit Claudia Cardinale játszott. A két asszony külleme és stílusa egyezik.

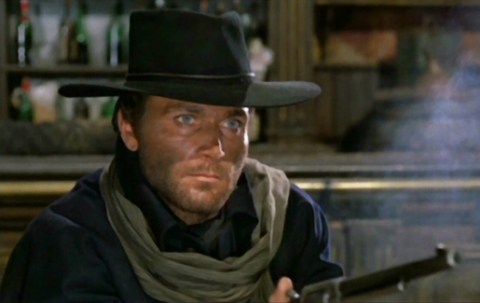
Maria szerelme, Django, a revolverhős

Most már Django is beismeri, mit érez iránta, ám nem sokáig lehetnek együtt, mert Jackson közeleg. Django ami a város posványos főterén, egy nagy fatörzs mögött ül koporsóján, közben Nataniele-lel vált néhány szót. Az öreg elmondja, micsoda beteges, őrült és ostoba ember az őrnagy, aki azt hiszi, joga van megölni bárkit, aki nem fehér, mert meggyőződése, hogy mindez „szent háború.” Django egyre csak forgat valamit a fejében, és Nataniele hasztalan próbálja meggyőzni, hogy meneküljön el Mariával. Az öreg fogadósnak megmenthetné az ifjút, ha értesítené a mexikóiakat, de tudja, hogy alig van rá esélye.
Maria a szobából figyeli, mi történik. Megérkeznek Jackson emberei, vörös csuklyákban, csak az őrnagy és a pap visel csuklya helyett kendőt a nyakán. Amikor elég közel érnek, Django lassan felnyitja a koporsót, és előveszi azt, amit eddig rejtegetett: Djangót, a géppuskát. A közeledő kámzsásokat pillanatok alatt lekaszabolja a heves tűzsorozat, csak Jackson, a pap és néhány csuklyás marad életben. Django kilövi az őrnagy lovát. Jackson arccal a sárba bukik, majd a félelemtől reszketve, megszégyenülten menekül. Nataniele nem bír szóhoz jutni a csatatér láttán, de Django azért segít neki elhordani a halottakat a temetőbe. A munka végeztével a temetőben megáll egy sír előtt. A filmben nem hangzik el, de a fejfán látható egy név: Mercedes Zado. Ő volt Django szerelme. Amíg a férfi a háborúban szolgált, Jackson meggyilkolta a lányt, ezért hősünk bosszút esküdött az őrnagy ellen. Azonban még mindig nem világos, miért hagyta továbbra is életben.
Amíg a temetőben vannak, megérkezik Hugo. A tábornok nemcsak Jackson ellen harcol, hanem Mexikóban kormányellenes akciókat hajtott végre. Ő is megszállott, állítása szerint egy „forradalmat vív”, pedig valójában csak közönséges bandita. A városban Jonathan elvetemült módon, Bibliával a kezében viszályt szít a szajhák között, csak hogy nézhesse, miként verekednek a nők. Jonathan valószínűleg Isten földi helytartójának hiszi magát, de hamarosan kiderül, mennyit is ér a hatalma. Hugo emberei bevonulnak a városba. Jonathan kétségbeesve próbál eliszkolni előlük, de a mexikóiak elkapják. Hugo tudja, milyen szolgálatokat tesz a pap Jacksonnak, ezért most móresre tanítja. Levágja a fülét, és megeteti vele, majd amikor a vérző pap eltántorog, hátulról beleereszt pár golyót, miközben a mexikóiak harsányan nevetnek.
A fogadóban Hugo és Maria vitába száll egymással. Hugo szerint neki vele született jogai vannak, és az övé lehet bármelyik nő, amelyik megtetszik neki. Személyisége lényegében olyan, mint Jacksoné, de amíg az őrnagy hidegvérrel gyilkol, Hugo duhaj, vad élvezetekben tör ki ölés közben. Maria egyedül Djangóban bízik, aki talán majd megvédi Hugótól. Az ifjú épp távozik a temetőből, mikor összeakad néhány mexikóival. Egyikük, az ostoba és esztelen Riccardo (Rafael Albaicín), puskájával arcon üti Djangót, pedig ő csak annyit kérdezett, hogy Hugo embere-e. Djangót Hugo elé viszik, aki felismeri benne régi barátját. Django annak idején megmentette az akasztófától, és most, hogy már tisztázódott ki is ő, visszaadja a pofont Riccardónak. Nagy örömöt kelt a mexikóiak körében, de egyúttal csalódást is okoz Mariának, mert lekezelően beszél róla és Hugónak hagyja meg. A lány még azonban bizakodik, hátha Django mégsem gondolja ezt komolyan. A hős megmutatja a másik Djangót is, amit felajánl barátjának a forradalma megnyerésére. A gépfegyvert Nataniele italospolcán próbálja ki, hiába könyörög az öreg, hogy ne tegye. Elárulja azt is, hogy kilenc ilyet vásárolhat egy fegyverkereskedőnél Pecosban. De pénze nincsen Hugónak, viszont erre is tud megoldást Django. Jackson aranyat szállít ezen a héten egy mexikói erődbe, a Sheribába és azért hagyta életben eddig, hogy az aranyat megkaparintsa tőle. Hugónak nincs elég embere, ezért az erődöt megrohanni képtelenség lenne, ráadásul messze is van a határtól, Hugóra pedig vadászik a mexikói hadsereg. Django tudomása szerint Nataniele szombatonként viszi a lányokat a Sheribába. Ha általuk be tudnak hatolni néhány emberrel, s persze Djangóval, akkor ez hozzásegíti őket az aranyhoz.
Nataniele szombaton útnak indul a feldíszített kocsival. A katonák örülnek neki, de amikor a kocsi az erőd közepére ér, lányok helyett iszonyatos géppuskatűz fogadja őket. A géppuskát most Miguel (Simón Arriaga) kezeli. Ezalatt Django és Hugo behatolnak a parancsnoki szobába, ahol Jackson tartózkodik. Django lemészárolja a katonákat és több tisztet, amíg Jackson elbújik előle. A tábornok magához veszi a zsák aranyat, és már iszkolnak is. Jackson és az életben maradt katonák hiába erednek a nyomukba, már nem érik őket utol. Django és Hugo árkon-bokron túl járnak.
Visszatérve Django kéri a részét. Hugo valószínűleg nem akar osztozkodni, ehelyett hadnaggyá kívánná előléptetni Djangót, ám ő tudja, hogy ezzel csak buta és barbár embereit csaphatja be, akikből már mind hadnagyot csinált. Django nem is becsüli többre Hugót, tudván, hogy csak nevetséges szélmalomharcot vív saját mulattatására. Közben Riccardo ki akar kezdeni Mariával, mire Hugo leinti a férfit. Riccardo indulatos lesz: eddig is gyűlölte Djangót, de most már betelt a pohár, mert szerinte Hugo a mocskos gringónak akarja meghagyni a lányt. Riccardo a tábornokra támad, mire Django közbelép, és kitör a verekedés. Riccardo meghal, s Hugo a segítséget megköszönve felajánlja Mariát Djangónak, de ő inkább azt a fekete hajú mexikói táncoslányt választja, akit előzőleg megvédett Jackson embereitől, amikor azok a fogadóba jöttek, és a lány a koporsó láttán mindig keresztet vetett. Django magával viszi a szobájába. Maria elkeseredett, de a látszat cseppet sem fedi a valóságot. Django megkéri a táncoslányt, hogy az ablaknál állva vetkőzzön, és így terelje el a mexikóiak figyelmét. Ezalatt ő kimászik a koporsójával a tetőre, és a lány még egyszer, utoljára keresztet vet. Az aranyat egy kamrában rakta le Hugo. A kamrába Django a kéményen keresztül jut be, ott kiveszi a koporsóból a géppuskát, a helyére pedig az aranyat rakja. Egy vékony kötelet teker a fegyver ravaszára, a kötelet átvezeti egy gerendán, és ráköti a végét néhány rúd dinamitra. A dinamittal felrobbantja a kamra falát, a leomló téglák meghúzzák a kötelet, és a géppuska magától tüzelni kezd. Django a résen kimászik, még a lovakat is elereszti, közben a puskatűz leterít pár mexikóit. Django felpakolja a koporsót egy szekérre, amikor megjelenik Maria, kezében winchesterrel. Maria megbosszulhatná a sérelmeket, de mivel látja, hogy Django mégsem csalta meg, és még mindig szeretik egymást, vele megy, és lelő két mexikóit.
A két szökött szerelmes elér a hídhoz, ahol korábban Django megmentette Mariát. Django azért viselkedett eddig tartózkodóan Mariával, mert tudta, hogy ő is úgy járhat, mint Mercedes, és inkább eltaszította volna magától, csakhogy mentse az életét. Most új életet akar kezdeni az arannyal, de tudja, hogy még nem végezte el dolgát: meg kell ölnie Jacksont. Maria kéri, hogy hagyja itt az aranyat, már nem számít más, csak ők ketten. Egy véletlen folytán Maria fegyvere elsül, a lovak megrémülnek, a koporsó pedig lezuhan a piszkos vizű folyóba, de Django utánaveti magát, ami majdnem az életébe kerül. Maria erejét megfeszítve próbálja kihúzni őt. Django most kezdi igazán érezni, mit jelent az, ha egy nő szereti, és végül elereszti a koporsót. Megjelennek a mexikóiak, akik rálőnek Mariára, Djangót pedig kötelekkel kihúzzák. Hugo még az elvesztett arany ellenére sem öli meg Djangót, és eltökéli, hogy mindenképpen visszatérnek Mexikóba. Ám a tolvajnak meg kell bűnhődnie, és Django rettenetes árat fizet tettéért: Miguel a földre teperi, és puskatussal mindkét kézfejét úgy összezúzza, hogy Djangónak ép csontja nem marad. A sírva a porban fetrengő Django kezeit még lovakkal is megtapossák.
Hugo is megkapja a magáét, mert Mexikóban a katonák már várnak rá és Jackson. Az őrnagy több golyót is beleereszt régi ellenségébe, a többieket a katonák mészárolják le. Már csak Django van hátra. A szerencsétlen karjaiba veszi a sebesült Mariát, és visszatámolyog Tombstone-ba. Nataniele beköti a kezét, és Mariát is elrejti, amíg Django kimegy a temetőbe, hogy ott vívja meg a végső küzdelmet. Megérkezik Jackson, aki végez Nataniele-lal, de Mariát nem keresi, hanem tovább indul a temetőbe. Django Mercedes sírjánál szétzúzott kezével nagy keservesen leszereli egy ütött-kopott pisztoly ravaszánál a fedőt, s törött kezébe veszi. Jackson hamarosan megjelenik a temetőben öt emberével, s Django pisztolyában hat golyó van. Jackson már tudja, kicsoda ő és mit akar. Teljesen biztos abban, hogy leszámol vele, s még mielőtt megölné, keresztet vet helyette. Puskájával Mercedes keresztjének széleibe lő, így mondja el keresztvetés szövegeit. Ám az áment Django mondja ki: beakasztja a kereszt vasabroncsába a pisztolyt, s még épen maradt ujjaival lő és végez Jacksonnal.

## A film

### Az előkészületek
Sergio Corbucci halhatatlan klasszikusa évtizedekkel a bemutató után is töretlen népszerűségnek örvend. A Modern Művészetek Múzeumában megtalálható belőle egy kópia. Igazából nem a történetben, vagy a borzalmasan véres képekben kell keresni Django sikerét, sokkal inkább Franco Nero egyedi és utánozhatatlan stílusa és játékérzéke az, ami magával ragadja a nézőt és feledteti a film keserűségét és brutalitását.
A Django és Sergio Leone Egy maréknyi dollárért című alkotása között több párhuzam is van. Elsősorban azért, mert mindkettőt Kuroszava Akira Testőr című alkotása ihlette. Nero megjegyzése szerint Corbucci eredetileg szamurájfilmet szeretett volna, ám a Django nemcsak képi világa miatt western, hanem sötét humora okán is. A Django híressé tette Nerót, akárcsak a Leone-film Clint Eastwoodot. Nero egyébként ebben a filmben használta először a Franco Nero nevet, korábbi filmjeiben csak Franc Nero-ként írták.
A film jelképe lett a nyitó képsor, amelyben Django maga után vonszolja a koporsót. Corbucci Ruggero Deodatóval, a rendezőasszisztensével a Via Venetón járt, ahol talált egy képregényt, melyben az egyik figura koporsót vonszolt maga után. Ez szolgált mintaként Django figurájának megalkotásához.
Eredetileg Mark Damont kérték fel a főszerepre, aki viszont egy másik filmmel, a Johnny Yumával volt elfoglalva. Deodatónak ráadásul nem tetszett Damon, mert túl szélesnek találta a mosolyát és eléggé nagynak az ajkait. Viszont semmiképpen nem akartak olyan típust, mint Clint Eastwood, másrészt Corbucci Leone barátja volt, aki hatott rá, de semmi szín alatt nem akarta utánozni őt.
Szóba jött több színész is, köztük egy spanyol nemzetiségű (valószínűleg Manuel de Blas, akit a magyar tévénézők a Különben dühbe jövünk című Bud Spencer-Terence Hill filmben is láthattak Paganini olasz bérgyilkos szerepében, de Corbucci egyik western-komédiájában, a Vadnyugati szamurájban is látható volt a gonosz főszereplőként Giuliano Gemma, Eli Wallach és Tomás Milián mellett). Végül Manolo Bolognini, a producer azt mondta, hogy mutassák meg a képeket – köztük Nero fotóit is – az Euro International vezetőjének, hogy melyik tetszik neki. A kiadó vezetője Neróra mutatott, ezért ő kapta Django szerepét. Egyébiránt Deodato és Nero már jól ismerték egymást, egy sci-fi forgatásán barátkoztak össze, ezért Deodatónak is része volt abban, hogy Nero megkapta a szerepet.
Amikor először felkínálták Nerónak a Djangót, nem mondott azonnal igent, mert kezdetben nem tetszett neki a film története. Ügynöke azonban azt mondta, mivel nem ismeri még szinte senki, nincs vesztenivalója, ezért Nero elfogadta az ajánlatot.
Nero egyébként kiskora óta rajongója volt a westerneknek, és évekkel később elmondta, hogy a legtöbb színész, akivel találkozott, úgy nyilatkozott, hogy szívesen szerepelne westernben.

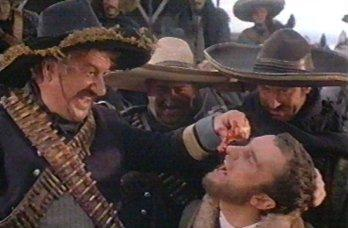
Hugo tábornok (José Bódalo) levágja Jonathan atya (Gino Pernice) fülét. Ez a film legtöbbet vitatott jelenete, többek között a szereplő egyházi hivatását illetően is komoly kérdéseket vetett fel

A megfelelő külső kialakításához több száz kalapot próbáltattak fel Neróval, míg végül megtalálták a neki való fekete, egyenes karimájú kalapot.

### A forgatás
A forgatás néhány helyszínén Sergio Leone is jelen volt. Leone viccelődve elmondta, hogy Corbucci olyan színészt választott, aki rosszat tesz az ő filmjeinek, s idővel igaza is lett. Neróról úgy vélekedett, hogy nagyon sikeres lesz. Nero a forgatás idején még csak 23 éves volt, ezért szakállt növesztett, a sminkesek pedig több műráncot is készítettek az arcára, hogy idősebbnek nézzen ki. A forgatáson Nero nem szerette, ha kalapját a szemébe húzták, mert azt akarta, hogy a nézők a szemébe nézhessenek. Az öltözékeket, többek között a szajhák ruháit Franco Rosselini felesége, Marcella De Marchis készítette.
A film kis költségvetéssel készült, kevés ló és statiszta állt a stáb rendelkezésére, és a forgatókönyv sem készült el teljesen. A legtöbb statiszta egy másik filmen dolgozott a Cinecittàban, ráadásul olyanok jutottak Corbuccinak, akik idősek voltak és nem néztek ki túl jól, azonfelül egyszerre két karaktert is kellett több statisztának játszania, tehát egyszerre voltak mexikóiak és Jackson emberei is. Emiatt született az az ötlet, hogy viseljenek vörös kámzsákat, mivel rasszista beállítottságuk is a Ku Klux Klanra emlékeztetett. Corbucci technikailag is remek megoldásokat alkalmazott, amivel az eszközök hiányosságait pótolni tudta, sőt csodálatos zenéket is kiötlött a filmhez. A főcímdal, Luis Enríquez Bacalov szerzeménye, amely szintén neves filmsláger Rocky Roberts előadásában. Az argentin Bacalov származását tekintve egyébként Magyarországról kivándorolt bánsági bolgár felmenőkkel bír.
Munkatársai nagyon szerették Corbuccit, humoros, kedves és beszédes emberként ismerték. A főcím forgatása közben megtréfálta Nerót, és ez azóta jól ismert anekdotának számít. A színésznek nagyon nehéz volt a koporsót vonszolnia, mert sárban kellett járnia, és egész nap esett az eső. Corbucci azt mondta, amint kimegy a képből, szól neki, hogy álljon meg. Nero sokáig gyalogolt, egészen fel a hegyre, ahol miután meggyőződött arról, hogy senki sem látja, és megállt. Mikor visszament, akkor derült ki, hogy Corbucci jól megtréfálta.
A forgatás 1965 karácsonyán kezdődött Spanyolországban, ahol külső jelenetekkel kezdték. Amikor 1966 januárjában visszatértek Olaszországba, már mindent sár borított. A Tombstone-ban és a fogadóban játszódó jeleneteket Olaszországban vették fel, Róma mellett.
A forgatás fáradalmai kissé megviselték Nerót, különösen amikor a hideg vízben kellett állnia. Bár alkohollal itatták, csaknem teljesen kihűlt, és kórházba kellett szállítani.
Corbuccival még több közös filmje volt Nerónak, amiben a rendező újra összehozta őt Fajardóval és Bódalóval is: A zsoldos, Egy kincskereső Mexikóban stb. A zsoldos után útjaik elváltak.

### A film fogadtatása

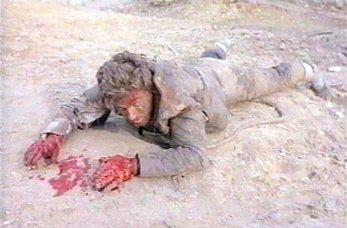
A brutálisan megkínzott Django

A film nagy sikert aratott, ugyanakkor éles kritikákat is kapott, mint a legtöbb spagettiwestern. A véres, kegyetlen brutalitás kevés alkotást jellemez ennyire. A Djangót 1991-ig Nagy-Britanniában nem volt szabad vetíteni. A legtöbb kritikát a híres füllevágós jelenet kapta. A Jonathan atyát játszó Gino Pernice esetében ez némileg elfogadhatatlan volt, részint mert ő is Corbucci felfedezettje. Egyébiránt mind Jonathan atya ábrázolása, vagy akár a füllevágás is mind tükrözik Corbucci szürrealizmusát, nála ugyanis a vallás, vagy az egyház nem jelentett különösebben sokat pozitív értelemben.
Nagyon szívbemarkoló a film azon jelenete, ahol Jackson a mexikóiakat gyilkolássza. Mindig egy-egy embert kihajtanak a csuklyások, s amikor kiér mezőre, az őrnagy a távolból leteríti. Egyszer csak átadja unokaöccsének, Ringónak (José Terrón) a lövés lehetőségét, és a csuklyások épp egy férfit készülnek kihajtani, aki mellett két fia is van. A férfi búcsúzóul még megcsókolja két gyermekét, de mielőtt elindulhatna, Ringo röhögve agyonlövi. Apjuk holttestére borulva a két fiú keserves sírásra fakad.
A Djangóban látható erőszakot azonban felülmúlja Corbucci másik klasszikusa, A halál csöndje, ami még vérfagyasztóbb. Az ottani főszereplő, Néma (olaszul Silenzio, Jean-Louis Trintignant) is inkább emlékeztet külsejével és stílusával Djangóra. Szüleit megölték, a torkát pedig átvágták, ezért nem tud sem beszélni, sem hangot kiadni. A főhősnek ott is tönkreteszik a kezét, előbb forró kályhavasra nyomják, majd egy lövéssel átlyukasztják tenyerét, hogy ne tudja használni. A tenyér átlövése korábban Néma módszere volt, amit ellenségeivel szemben alkalmazott. De Néma már nem menekülhet meg mint Django, vele ellensége végez. A negatív szereplő, Tigrero (Klaus Kinski) is egy pszichopata, akárcsak Jackson, míg a sheriffet játsszó Frank Wolff egy kissé együgyü, bátortalan, de rendes embert játszik, akinek szintén meg kell halnia, mint Nataniele-nek.
Tinto Brass A jenki című alkotásában is nagyon értelmetlenül túlhangsúlyozott az erőszak, pedig a rendező nem ezt akarta elérni vele.
A brutális jelenetek ötlete nem mind Corbuccitól származott. A rendező asszisztense Ruggero Deudato ötlött ki néhányat, akinek szintén vannak erőszakosságáról, sőt borzalmas horrorisztikusságáról hírhedt filmek az életművében, mint a több országban betiltott Cannibal Holocaust.

### Az örökkévaló Django
Tény viszont, hogy a Djangónak akkora sikere lett, hogy megszámlálhatatlan filmre gyakorolt és gyakorol hatást napjainkban is. Kevéssé dicséretre méltó dolog, hogy több olasz rendező – az olasz filmgyártás szokásához híven – akarta meglovagolni a film sikerét. A Django után több mint ötven különböző hivatalos vagy nem hivatalos folytatás készült. Ezek közül csak két-három alkotás az, ami figyelemre méltó és némi megbecsülést vívott ki magának, de még azok sem képesek felülmúlni Corbucci alkotásának színvonalát.
Már 1966-ban megrendezte Alberto De Martino a Django, csak a colt a barátja c. filmet. 1966-ban az eredeti Django és De Martino-féle folytatás után nem sokkal készült egy másik Django utánzat Gianni Garkóval, ahol az egyik főszerepet Loredana Nusciak játszotta.
Az 1968-ban készült Ferdinando Baldi-féle Django-alkotás, ami elsősorban Terence Hill alakítása miatt örvend nagy nézettségnek, az egyik magyar szinkronban Joe, a rosszarcú címet viseli, olaszul Preparati la bara!. A legtöbb szinkron azonban a Django nevet használja (angolul például Viva Django! vagy Django, prepare a Coffin), mivel a film eredeti változatában is Django a főszereplő. Ebben a filmben Djangót (Joe-t), azaz Hillt is hajtja a bosszú, mert akit barátjának hitt, megölte a feleségét. Joe-t is végül sarokba szorítják egy temetőben, de amikor kiássa a neki szánt sírt, megleli benne gépfegyverét, amivel lelövi az ellenségeit. Ezt a filmet Amerikában úgy reklámozták, hogy az „Igazi Djangó”-t mutatja be.
Az NSZK-ban több, nem vadnyugati stílusú film készült Django címmel vagy ilyen nevű szereplővel, sőt az oda eljutott spagettiwesternek közül is nem egyet Django címmel szinkronizáltak, pedig valójában semmi közük nem volt hozzá. Elsősorban azon szinkronizált olasz vadnyugati filmek kapták ezt a nevet, amelyekben Franco Nero játszott, az egyik ilyen az 1968-ban, Luigi Bazzori rendezte – amúgy meglehetősen népszerűtlen – Kármin és arany német nyelven Mit Django kam der Tod névvel lett szinkronizálva, s a főszereplő Nerót is Django néven szólítják, holott az eredeti olasz változatban Don José a neve, habár a film néhány hasonlóságot mutat az eredeti Djangóval, így például az egyik jelenetben csuklyások masíroznak a város utcáin, ami azonban egy templomi felvonulás, nem pedig rasszisták menete. A film egyik főszereplője a Corbucci-féle halhatatlanból A halál csöndjéből megismert Klaus Kinski, míg a mellékszereplők között a Terence Hill-féle Djangóból való Guido Lollobrigida is felbukkant. Napjainkban sem évült el a Django-mánia, 2002-ben Ricardo Velásquez Django: La otra cara c. krimije is ezt tükrözi.
A Django a bosszúállás, a keserűség és az új, normális élet utáni vágy jelképe lett, hatása az új évezredben is érezhető, egész generációkon át ívelt tündöklése, vitathatatlanul nem csupán az itáliai western, hanem az egész olasz filmvilág örökérvényű alakja. Franco Nero neve mindörökre összeforrt a figurával, mert akárhová is ment a világban, barátai Djangónak szólították. Egy hotelben, ahol megszállt, Django névre volt bejegyezve a szobája. A Neróval készült 1976-os Keoma (utolsó) spagettiwesternt is az Egyesült Államokban Django Rides Again, vagy Django’s Great Return névvel vetítették több helyen. A szintén 1966-ban készült Lucio Fulci-féle A mészárlás ideje egyik angol címében a Django the Runner címet viseli, mivel ebben is a főszerepet Nero játszotta.
A Django nemcsak utánzatokat, hanem komoly alkotásokat is megihletett. Ruházata, viselkedés-módja és más tulajdonságai stílust teremtettek a spagettiwesternben, mert több olyan figurát alkottak olasz filmrendezők, akik a Django-stílusjegyeket hordozták.
1966-ban nem sokkal a Django után egy másik western is készült Franco Neróval, méghozzá Baldi rendezésében. A Texas adiosban szintén a bosszúállás áll a középpontban. A filmet angolszász területen úgy reklámozták, hogy „Django, az utánozhatatlan visszatér.” Terence Young amerikai rendező a Django hatása alatt készítette el a Vörös napot Charles Bronsonnal, Mifune Tosiróval és Alain Delonnal, sőt Sergio Leone Volt egyszer egy Vadnyugat c. alkotását is megihlette. Young igen nagy rajongója volt a Djangónak, Franco Nero elmondása szerint többször is megnézte.
Djangónak rövid idő múlva egy másik ellenpárja is született, Sartana, akit Gianni Garko tett halhatatlanná a spagettiwesternekben. Sartana külső jegyeit tekintve hasonlít Djangóra, ugyanúgy feketét hordanak és változatos fegyverarzenállal rendelkeznek, de míg Django elhanyagolt, rongyos, koszos ruhát hord, Sartana viszont eléggé kicicomázott, divatos külsővel jár, inkább ficsúr benyomását kelti, de lényegében Django talpig fekete öltözete sem túl hétköznapi, így mindkettő egyformán feltűnést kelt. Az első Sartana film sikere után is született több utánzat, többek között egy folytatás szintén Garkóval.
Őket követi Sabata, aki legszorosabban Lee van Cleefhez, a dollár-trilógia utolsó két részének sztárjához köthető. Sabata csak annyiban tér el Sartanától, hogy az ő ruháját nem aggatják díszek.
Django volt az ihletője a Giuliano Gemma alakította Arizona Coltnak is, ebből egy folytatás készült még Anthony Steffennel.
Utolsók között a Garringo Steffennel és a Cjamango (magyar szinkronban Halott cowboy nem cowboy) Ivan Raszimovval is említhető, amelyek Django nyomán születtek, nézettségük ma is nagy, őket nem követték utánzatok, de nem is gyakoroltak senkire hatást. A Garringo egyik főszereplője egyébként José Bódalo volt.
Nero is csinált egy folytatást 1987-ben, amikor a spagettiwestern kora már véget ért. A Django visszatér-ben a hősnek egy Mexikóban ragadt elvetemült magyar renegáttal, Orszlovszki kapitánnyal kell szembeszállnia, aki magát az Ördögnek nevezi és osztrák katonák, s helyi banditák veszik körül, ártatlan parasztokat kínoz halálra és dolgoztat, az asszonyokat és lányokat pedig eladja. Nero szerette volna, ha ezt a filmet is Corbucci rendezi meg, de ő ekkor már beteg volt, és 1988-ban meghalt. A filmnek nem volt sikere, ráadásul a képi világa sem megfelelő. Django itt újra gyors kezű hősként szerepel, ami orvosi szempontból nem elfogadható, ugyanis összezúzott keze már nem gyógyulhatott meg annyira hogy ugyanúgy használhassa, mint régen.
A kéz megnyomorítása felbukkan Mario Bianchi 1972-es a A nevem még mindig gyorskezű (Mi Chiamavano Requiescat… Ma Avevano Sbagliato) alkotásában, amely formai szempontok alapján szintén Django típusú film. Jeff Madison (Sergio Ciani) a polgárháborúban volt őrnagy, amikor Machedo déli katonái elfogták, az embereit lemészárolták. Mivel közismerten gyorskezű volt, ezért a jobbkezét Machedo lőtte szét, hogy többé ne legyen méltó erre a névre. Azonban Madison nem hagyja ennyiben a dolgot, s bár jobb kezét amputálni kell, de megtanul bal kézzel lőni és műkezét úgy alakítja ki, hogy az majd „bosszút állhasson” a jobb kézért. Egy speciálisan szerelt pisztoly van rajta, amit egy dróttal kell elsütni, anélkül, hogy egyszerre a kakast és a ravaszt is használni kellene, s ezzel teríti le végül Machedót Madison.
A brutalitás ellenére a Django tartalmaz igen mulatságos jeleneteket is, elsősorban Ángel Álvarez miatt, Nataniele alakításánál. A véres cselekmények közé egy szép szerelmi történet is beilleszkedik, Djangóé és Mariáé, amelynek megszületése kizárólag Corbuccitól származott. Feltételezhető, hogy Maria iránt maga Jackson is vonzalmat érzett, ugyanúgy Hugó is magának akarja. Azonban Jackson elmebeteg és fajgyűlölő, ezért Maria menekült tőle, amiért bosszúból az őrnagy meg akarja ölni. Hugó pedig beképzelt, vad és visszataszító, szintén diktatórikus uralkodási vágyai vannak. A legideálisabb férfi Maria számára kétségkívül Django.
Ez a fajta szerelmi kör Corbucci más filmjeiben is visszaköszön, így A halál csöndjében is. A fiatal férje halála miatt bosszúra vágyó néhai prostituált (Vonetta McGay) felfogadja bérgyilkossnak a néma hőst, akinél azonban már elején gyanítható, hogy nem csupán pénzért, hanem a nő miatt is kötélnek áll. Egyik ellensége (Luigi Pistilli) szintén magának akarja, aki tulajdonságát tekintve hasonló mint Jackson: undorító, háborodott és álnok. Végül itt is beteljesül a szerelem, de csak rövid ideig tart, hisz mindkét szerelmes halálával ér véget.
Fajardo szerepelt Aldo Florio: Arany a prérin c. westernjében, ahol a rendező a szerelem ábrázolását mutatja be másként, hasonlóan kissé kiforgatja, mint Corbucci. A főszereplő lány, Jessica (Charo López) foglya a film gonosztevőinek, akiknek likvidálására megérkezik börtönbe juttatott apjának a rabtársa, Roy (Fabio Testi). A lányért egyszerre három gonosztevő, köztük az antihőst játsszó Fajardo is szerelmet érez. Azonban a főgonosz legalább annyira gyáva, s nem meri magának megszerezni a lányt, hanem a második emberének hagyja. A harmadik, aki kicsit púpos, viszont ráteszi a kezét Jessicára és titokban hál vele, amit a lány kelletlenül tesz. A jó főhős, Roy is kétségtelenül szerelmes Jessicába, s miután foglyul ejtik és megkínozzák, Jessica kiszabadítja, méghozzá úgy, hogy bájait egy nála jóval idősebb férfinak adja.
A film hatással volt a Japán filmipar fenegyerekére, Miike Takasira is, aki sajátos, a szamuráj-kultúrát és a vadnyugatot elegyítő western filmet rendezett Sukiyaki Western Django címmel. A film címe egyfelől a tradíciót követve felhasználja Django nevét, másrészt utal az olasz western tésztaétel után való elnevezésére. Az alkotásban egy rövid vendégszerep erejéig Quentin Tarantino is látható. Noha a film Japán rendező többi alkotásához híven kétségkívül merész, nem aratott nagy sikert.
Franco Nero 2012-ben hangot adott azon szándékának, hogy készít egy harmadik hivatalos folytatást is Django történetének Django Lives! címmel, amelyben ismét magára ölti majd Django szerepét. 2016-ban John Sayles megvásárolta és újraírta a forgatókönyvet, a rendezői székbe pedig Christian Alvartot szemelték ki. A koronavírus járvány miatt a film munkálatait késleltették, egy 2020-ban adott interjúban azonban Nero kifejezte reményét, miszerint 2021 januárjában elkezdhetik a forgatást, valamint, hogy Quentin Tarantino elvállal egy vendégszerepet a filmben, ha  a dátumok már biztosak lesznek. A történet 50 évvel az első film cselekménye után veszi fel a fonalat, 1915-ben, mikor az amerikai filmstúdiók elkezdenek néma westernfilmeket forgatni, amelyekhez az egykori vadnyugat valódi legendáit kérik fel tanácsadónak. A korosodó, de továbbra is villámkezű Django szintén közéjük tartozik, aki azonban túl szerénynek bizonyul az efféle szakmához és Mexikóba utazik egy helybélivel, akit a stúdióban ismert meg. A cselekmény számos elemében megidézi majd az első filmet (csuklyás nacionalisták, leszámolás a temetőben és gépfegyver a koporsóban) Nero elmondása szerint pedig "egy western lesz a westernben".

## Érdekességek
A film fegyvertörténetileg nem hiteles. Django gépfegyere ugyanis nem valódi, hamisítvány, mivel ez sosem létezett. Bár hasonló kiszerelésűeket használt a francia hadsereg is, de a film 1865 után játszódik, amikor hajtókaros Gatlingeket alkalmaztak a harcmezőn, ez pedig automata gépfegyver, ami sokkal később jelent meg. Kis eltéréssel, de ugyanilyet használt Gian Maria Volonté az Egy maréknyi dollárért-ban. Hozzá lehet tenni, hogy nem ez az egyetlen ilyen spagettiwestern, ami nem elég reálisan közelíti meg a történelmi szempontokat, nemcsak a fegyverek terén.
Corbucci filmjeiben ostorozza akár nyíltan, akár burkoltan a fasizmust és a nacionalizmust, valamint, bár baloldali beállítottságú volt, a sztálinizmust is hevesen elítéli. A brutalitás, a nyers reális ábrázolás, a filmből kiáradó dermesztő hidegség és sok más eszköz mind keményen illetik e két szélsőséget. Jackson figurája a szélsőjobboldalt, Hugo a szélsőbaloldalt jelképezi. Mivel mindkettő mocskos, undorító gazember, ezzel Corbucci azt kívánja kifejezni, hogy az eszközök terén e két eszme között aligha van különbség.

## Kritikák a filmmel kapcsolatban
A magyarországi megjelenést követően internetes oldalakon kritikák érték a filmet a brutálisan erőszakos cselekménye miatt. Érvük szerint annyira túlzásba viszi ezt az ábrázolást a film, hogy nem elborzasztó és velőt rázó, sokkal inkább "giccses". A filmalkotás vélekedésük szerint agyontobzódik a sárral, vérrel és hideg idővel tarkított képekben.

## Kritikák
- David Gregory: Django az egyetlen és egyedüli (Django, the one and only), Blue Underground
- Django (Shobary's Spaghetti Westerns) Archiválva 2008. október 15-i dátummal a Wayback Machine-ben